# 宿緯東
宿緯東（1525年—？），字元明，號少陽，山東萊州府掖縣民籍，明朝政治人物。

## 生平
治《诗经》，嘉靖四十年（1561年）辛酉科山東鄉試第二十五名舉人。萬曆八年（1580年）庚辰授陕西鳳翔府鳳翔縣知縣，十二年升任鞏昌府通判。

## 家族
曾祖宿富。祖宿孜。父宿應奎，贡士。母單氏。永感下。弟宿度（四川參政）、宿廓（生员）、宿有常、宿有佥。

## 引用
1. ↑  （明）张朝瑞. . 《续修四库全书》史部第828册.
2. ↑  鲁小俊，江俊伟著. . 武汉：武汉大学出版社. 2009. ISBN 978-7-307-07043-1.
3. ↑  《山東辛酉科同年齒録》
4. ↑  龚延明主编. . 宁波: 宁波出版社. 2016. ISBN 978-7-5526-2320-8. 《天一閣藏明代科舉錄選刊.鄉試錄》

- 《山东通志》